# غودني بيرغسون
غودني بيرغسون (بالآيسلندية: Guðni Bergsson) هو لاعب كرة قدم آيسلندي في مركز الدفاع، ولد في 21 يوليو 1965 في ريكيافيك في آيسلندا. شارك مع منتخب آيسلندا لكرة القدم. أما مع النوادي، فقد لعب مع بولتون واندررز وتوتنهام هوتسبير وميونخ 1860 ونادي فالور.

## وصلات خارجية
- غودني بيرغسون على موقع الاتحاد الدولي (مؤرشف)  (الإنجليزية)
- غودني بيرغسون على موقع الاتحاد الأوربي (الإنجليزية)
- غودني بيرغسون على موقع قاعدة بيانات كرة القدم.إي يو (الإنجليزية)
- غودني بيرغسون على موقع ناشيونال فوتبول تيمز (الإنجليزية)
- غودني بيرغسون على موقع Soccerbase.com (لاعب) (الإنجليزية)
- غودني بيرغسون على موقع عالم كرة القدم.نت (الإنجليزية)